# 卡亞 (布基納法索)
卡亞是西非國家布基納法索的城市，也是中北大区與桑馬滕加省的首府，位於該國中部，距離首都瓦加杜古約100公里，并透过阿比让—瓦加杜古铁路与瓦加杜古等国内主要城市相连结。